# إس إس-يونكر

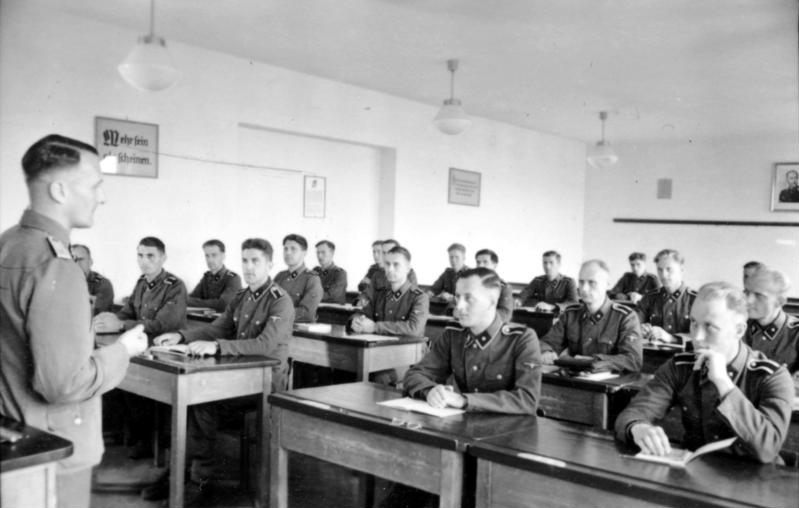
SS-Junkerschule Bad Tölz ، SS-Junker in class

إس إس-يونكر أو Standartenjunker رتبة نازية شبه عسكرية التي استخدمها شوتزشتافل (SS) بين عامي 1933 و1945. كانت الرتبة منصبًا خاصًا يشغله أولئك الذين يتطلعون إلى لجان الضباط في الجناح المسلح للقوات الخاصة، والمعروف أولاً باسم إس إس-فرفوغونغزتروبه ثم فيما بعد باسم فافن إس إس.
كانت رتبة لقوات الأمن الخاصة من يونكر هي منصب معين لعضو قوات الأمن الخاصة المطلوبة للتسجيل في قوات الأمن الخاصة لمدة ستة أشهر على الأقل قبل أن يتم النظر في تدريب الضباط. كان إس إس-يونكر أيضًا بدرجة عالية من Verfügungstruppe وفافن إس إس ولم تستخدمه ألجيماينه إس إس (إس إس "العام").
عادة، يمكن لعضو فافن إس إس الذي يصل إلى رتبة Rottenführer أن يختار إما الدخول في المسار الوظيفي لأحد ضباط الصف أو أن يتقدم بطلب للانضمام إلى ضباط السلك في فافن إس إس. في حالة اختيار الأخير، يُطلب من أحد أفراد قوات الأمن الخاصة الحصول على توصية خطية من قائدهم والخضوع لعملية فرز عنصري وسياسي لتحديد أهلية كضابط في قوات الأمن الخاصة. إذا تم قبول أحد أعضاء SS في برنامج SS، فسيتم تعيين أحد أعضاء SS لواحد من إس إس-مدارس يونكر وسيتم تعيينه في رتبة SS-Junker عند الوصول.

## مستويات
| حتى عام 1945            | افن-SS              | افن-SS        | افن-SS   | افن-SS |
| ----------------------- | ------------------- | ------------- | -------- | ------ |
|                         |                     |               |          |        |
| تميز                    |                     |               |          |        |
| SS-Standartenoberjunker | SS-Standartenjunker | SS-Oberjunker | SS-يونكر |        |
|                         |                     |               |          |        |
| Equivalent NATO code    | OR-7                | OR-6          | OR-5     | OR-4   |